# 장바티스트 카르포
장바티스트 카르포(Jean-Baptiste Carpeaux, 1827년 5월 11일~1875년 10월 12일)는 프랑스의 조각가이다.
발랑시엔에서 출생했으며, 카르포는 형식만을 중시하는 아카데믹한 조각을 멀리하고, 자연을 주시하여 얻는 바에 의해서 조각에 감동을 불어넣음으로써, 바리의 뒤를 이어 프랑스 조각을 더 한층 발전시켰다. 그는 격한 성격의 소유자로서, 일찍이 뤼드에 의해 계발(啓發) 되었는데, 이탈리아에서 수학(修學) 할 때에는 주위의 반대에도 불구하고, 〈위골리노와 그의 아이〉(1860년)에서 격렬한 희곡적인 군상(群像) 을 표현하고 있다. 파리로 돌아온 후에는 초상조각으로 호평을 받아 상류 사회의 환영을 받으나, 그의 특징은 극적인 구성과 매력에 있다.
1866년에는 루브르궁의 장식으로서 〈플로라〉를, 이어 1869년에는 오페라 극장의 장식으로서 〈댄스〉를 상징하는 군상을 제작하였다. 〈플로라〉에서는 꽃의 여신이 몸을 꼬며 꿇어앉고, 배후에는 꽃으로 울타리가 되어 있으며, 주위에 5인의 애신(愛神) 들이 뛰놀고 있는 모습을 묘사하고 있다. 그것은 회화적인 구성을 갖고 있으며, 인물상은 자연적 생기가 넘치고, 리듬을 낳아 종래와 같은 딱딱한 관념을 타파한 새로운 조각을 보여주고 있다.
그리고 〈댄스〉는 젊은 신(神) 을 중심으로 원을 그리며 춤추는 나부(裸婦)를 취급하는데, 군상이 보여주는 정열적인 약동은 도리어 냉랭한 단정(端正) 을 중시하는 보수적인 사람들로부터 공격을 받게 되어, 그 작품은 어느 날 밤 잉크 세례를 받는 사건까지 생겼다. 카르포는 부단히 인간을 관찰한 작가로서, 그의 작품은 철저하게 사실적이어서 인간을 생생하게 묘사하고 있다고 일컬어지며, 그 인체에는 생명감이 넘치며, 더욱이 군상에 있어서는 자태의 움직임이나 구성으로부터 분방한 극적(劇的) 힘이 솟아나고 있다.
카르포는 조각을 회화적인 움직임과 발랄함을 통해 표현하고 있다. 카르포는 최후의 여인상이 천구(天球)를 떠받치고 있는 〈세계의 네 개 부분〉(1872년) 을 마지막으로 제작하고, 그 해에 병을 얻어 한창 일할 나이인 48세로 영면하였다.

## 참고 문헌
- 이 문서에는 다음커뮤니케이션(현 카카오)에서 GFDL 또는 CC-SA 라이선스로 배포한 글로벌 세계대백과사전의 내용을 기초로 작성된 글이 포함되어 있습니다.